# پیچیده‌شاخ‌ها
پیچیده‌شاخ‌ها (نام علمی: Strepsicerotini) نام یک تبار از زیرخانواده گاویان است.